# Dogolion
Dogolion là một chi bướm đêm thuộc phân họ Tortricinae của họ Tortricidae.

## Các loài
- Dogolion oligodon Razowski & Pelz, 2003
- Dogolion textrix Razowski & Wojtusiak, 2006